# Duns Castle

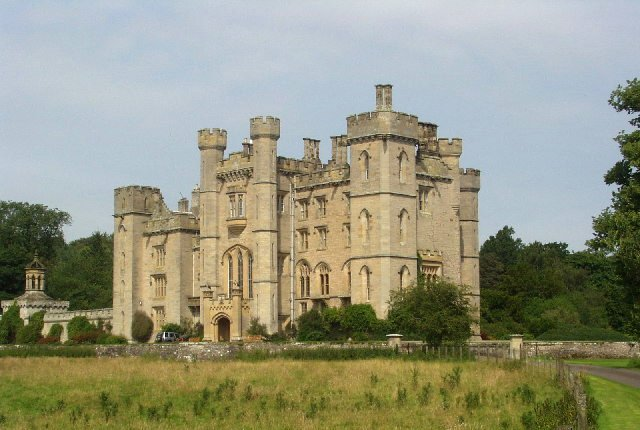
Duns Castle

Duns Castle ist ein Schloss in den schottischen Lowlands. Es liegt in der Nähe des Ortes Duns in der Grafschaft Berwickshire im Council Area Scottish Borders.

## Geschichte
Ursprünglich stand an der Stelle des heutigen Schlosses eine im 14. Jahrhundert erbaute Burg. Diese war bis ins 17. Jahrhundert im Besitz des Earl of Moray, wurde aber 1696 an William Hay of Drummlezier verkauft. Seitdem ist Duns Castle der Wohnsitz der Familie Hay, die die Anlage über die Jahrhunderte mehrfach erweitern ließ. 1799 wurde hier der Reisende und Antiquitätenhändler Robert Hay geboren. Das heutige Schloss ist ein Bau aus den Jahren 1818 bis 1822. Es wurde vom schottischen Architekten James Gillespie Graham im Scottish Gothic Style, der schottischen Variante der Neugotik, entworfen. Von der mittelalterlichen Burg ist heute nur noch ein Wohnturm erhalten, der von Graham in den neugotischen Bau integriert wurde. Beim Umbau wurden in den Turm ursprünglich nicht vorhandene Fensteröffnungen gebrochen.

## Duns Castle heute
Duns Castle ist heute im Besitz des derzeitigen Laird (schottischer Titel, der in etwa Gutsherr bedeutet), Alexander Hay of Duns and Drummlezier, einem pensionierten Buchhalter, der das Schloss zusammen mit seiner Frau auch bewohnt. Das Anwesen kann aber für Hochzeiten, Empfänge oder als Kulisse für Filmaufnahmen angemietet werden. Der das Schloss umgebende Park ist ebenfalls öffentlich zugänglich. Im Inneren des Schlosses befinden sich mehrere Räume, die sich über zwei Stockwerke erstrecken, so dass sie eine Deckenhöhe von über acht Meter erreichen. Das Schloss ist umgeben von einem sehr weitläufigen Gelände, das ebenfalls im Besitz der Hay-Familie ist. Auf dem Gelände befinden sich eine Kapelle und ein Gutshof, die beide zum Anwesen gehören.
Die Außenanlagen wurden 1987 in das Inventory of Gardens and Designed Landscapes in Scotland aufgenommen.